# 边牛山城址
边牛山城址，位于现今中华人民共和国辽宁省本溪市溪湖区日月岛街道边牛村，属古高句丽时期山城遗址，当地人谓之“高丽城”。现为中国全国重点文物保护单位。

## 简介
边牛山城因因所在之边牛村得名，而“边牛”一名得名于“边牛录堡”，可能为清朝某边佳氏佐领（满语称“牛录额真”）的驻防地或封地。
边牛山城东、南、北三面山脊隆起，西面为沟口，山城平面大致呈簸箕形。城墙土筑，依山而建，夯层坚实，全长约2000米，山城东南角和东北角为制高点，各设一角台，长约10米，宽约6米。山城设四门，其中西墙三门由北至南依次为正门、水门、便门，东墙开有一门。西墙外另筑有两道土墙，为城外防线，内线长510米，外线长175米，并开有一门。西墙内有一地势低洼处，当为蓄水池。城内地势较为平整，从中发掘出泥质灰陶片，石臼等物件。根据城墙形制及出土文物推断，该城应为高句丽中晚期所筑。经后世考证，此地可能为高句丽磨米城遗址。另此地有明代所筑烽火台一座。
边牛山城于2007年被列入辽宁省文物保护单位，2013年被列入第七批全国重点文物保护单位名单。